# Tom Tellez
Tom Tellez (* 17. Oktober 1933 in Los Angeles) ist ein ehemaliger US-amerikanischer Leichtathletiktrainer und war Coach der Leichtathletikmannschaft der Universität von Houston.
Tellez ist einer der erfolgreichsten Trainer in der Leichtathletikgeschichte. Er trainierte u. a. Carl Lewis und Leroy Burrell. 1980 und 1984 betreute er die US-Olympiamannschaft.

## Leben und Wirken
Tellez wurde 1933 in Los Angeles geboren. Seine Mutter stammte aus Mexiko, sein Vater aus Texas. Die Familie zog nach Montebello, wo Tellez mit seinen Geschwistern aufwuchs und öffentliche Schulen besuchte. An der Highschool begann er Football und Leichtathletik zu betreiben und spielte zwei Jahre im Footballteam des Fullerton Junior Colleges. Mit einem Teilstipendium ging er ans Whittier College. Dort trainierte er Football unter George Allen, der später ein sehr erfolgreicher Trainer in der National Football League und United States Football League wurde. Tellez fasste bereits zu dieser Zeit den Entschluss, keine Spielerkarriere zu verfolgen, sondern Trainer zu werden. Nachdem Tellez seinen Abschluss in Biologie und Sporterziehung erlangt hatte, unterzeichnete er einen Vertrag als Trainerassistent an der Buena Vista High School. Stattdessen wurde er jedoch 1956 in die U.S. Army eingezogen und nach der Grundausbildung der 85. Infanteriedivision zugewiesen, die in Bremerhaven stationiert war. Seine Frau Kay H. Brownsberger, die er am Whittier College kennengelernt hatte und die später als Musiklehrerin tätig war, begleitete ihn nach Deutschland. Während seiner zweijährigen Dienstzeit beim Militär machte Tellez erste Erfahrungen als Sporttrainer.
Zurück in den Vereinigten Staaten trat Tellez die Stelle als Co-Trainer an der Buena Vista High School an. 1961 wurde er Trainer am Fullerton Junior College. Er begann sich intensiv mit Biomechanik zu beschäftigen und erlangte 1962 einen Masterabschluss am Chapman College. Ab 1968 war er Co-Trainer an der University of California, wo er zuletzt Dick Vermeil assistierte. 1976 begann er als Cheftrainer an der University of Houston zu arbeiten. 1979 kam Carl Lewis an den Campus und Tellez übernahm sein Training in den darauf folgenden Jahren. Er trainierte weitere erfolgreiche US-amerikanische Sportler, unter ihnen sechs der sieben Sprinter, die zwischen 1984 und 1996 olympisches Gold gewannen. 1980 und 1984 war er Co-Trainer der US-amerikanischen Olympiamannschaft, die er in den Disziplinen Werfen bzw. Springen trainierte. 1991 war er der Cheftrainer der Nationalmannschaft bei den Weltmeisterschaften in Tokio.
Nach 22 Jahren beendete Tellez seine Tätigkeit für die University of Houston und arbeitet seitdem als persönlicher Coach für einzelne Athleten. Er ist verwitwet und hat drei erwachsene Kinder.

## Sportler (Auswahl)
Erfolgreiche Sportler, die Tom Tellez trainierte, waren unter anderem:
- Kirk Baptiste
- Leroy Burrell
- Joe DeLoach
- Michelle Finn-Burrell
- Carl Lewis
- Michael Marsh
- Frank Rutherford